# Olympische Sommerspiele 2016/Teilnehmer (Uganda)
| Gelbes Symbol für Goldmedaillen mit stilisierten Olympischen Ringen | Graues Symbol für Silbermedaillen mit stilisierten Olympischen Ringen | Braundes Symbol für Bronzemedaillen mit stilisierten Olympischen Ringen |
| ------------------------------------------------------------------- | --------------------------------------------------------------------- | ----------------------------------------------------------------------- |
| —                                                                   | —                                                                     | —                                                                       |

Uganda nahm an den Olympischen Spielen 2016 in Rio de Janeiro teil. Es war die insgesamt 15. Teilnahme an Olympischen Sommerspielen. Vom Uganda Olympic Committee wurden 21 Athleten in drei Sportarten nominiert.
Fahnenträger bei der Eröffnungsfeier war der Schwimmer Joshua Tibatemwa.  Bei der Schlussfeier führte die Leichtathletin Halima Nakaayi die Delegation an.

## Teilnehmer nach Sportarten

### Boxen
| Athleten        | Wettbewerb                  | 1. Runde       | 1. Runde | Achtelfinale  | Achtelfinale  | Viertelfinale | Viertelfinale | Halbfinale    | Halbfinale    | Finale        | Finale        | Rang |
| Athleten        | Wettbewerb                  | Gegner         | Ergebnis | Gegner        | Ergebnis      | Gegner        | Ergebnis      | Gegner        | Ergebnis      | Gegner        | Ergebnis      | Rang |
| --------------- | --------------------------- | -------------- | -------- | ------------- | ------------- | ------------- | ------------- | ------------- | ------------- | ------------- | ------------- | ---- |
| Männer          |                             |                |          |               |               |               |               |               |               |               |               |      |
| Ronald Serugo   | Fliegengewicht bis 52 kg    | Narek Abgaryan | 1:2      | ausgeschieden | ausgeschieden | ausgeschieden | ausgeschieden | ausgeschieden | ausgeschieden | ausgeschieden | ausgeschieden | 17   |
| Kennedy Katende | Halbschwergewicht bis 81 kg | Joshua Buatsi  | TKO      | ausgeschieden | ausgeschieden | ausgeschieden | ausgeschieden | ausgeschieden | ausgeschieden | ausgeschieden | ausgeschieden | 17   |

### Leichtathletik
Laufen und Gehen 
| Athleten                | Wettbewerb       | Runde 1      | Runde 1 | Halbfinale    | Halbfinale    | Finale        | Finale        | Rang          |
| Athleten                | Wettbewerb       | Zeit         | Rang    | Zeit          | Rang          | Zeit          | Rang          | Rang          |
| ----------------------- | ---------------- | ------------ | ------- | ------------- | ------------- | ------------- | ------------- | ------------- |
| Frauen                  |                  |              |         |               |               |               |               |               |
| Winnie Nanyondo         | 800 m            | 2:02,77 min  | 47      | ausgeschieden | ausgeschieden | ausgeschieden | ausgeschieden | 47            |
| Halimah Nakaayi         | 800 m            | 1:59,78 min  | 10      | 2:00,63 min   | 17            | ausgeschieden | ausgeschieden | 17            |
| Juliet Chekwel          | 5000 m           | 15:29,07 min | 17      | -             | -             | ausgeschieden | ausgeschieden | 17            |
| Stella Chesang          | 5000 m           | 15:49,80 min | 25      | -             | -             | ausgeschieden | ausgeschieden | 25            |
| Juliet Chekwel          | 10.000 m         | -            | -       | -             | -             | nicht beendet | nicht beendet | nicht beendet |
| Peruth Chemutai         | 3000 m Hindernis | 9:31,03 min  | 17      | -             | -             | ausgeschieden | ausgeschieden | 17            |
| Nyakisi Adero           | Marathon         | -            | -       | -             | -             | 2:42:39 h     | 68            | 68            |
| Männer                  |                  |              |         |               |               |               |               |               |
| Ronald Musagala         | 1500 m           | 3:38,45 min  | 4       | 3:40,37 min   | 5             | 3:51,68 min   | 11            | 11            |
| Joshua Kiprui Cheptegei | 5000 m           | 13:25,70 min | 16      | -             | -             | 13:09,17 min  | 8             | 8             |
| Phillip Kipyeko         | 5000 m           | 13:24,66 min | 12      | -             | -             | ausgeschieden | ausgeschieden | 12            |
| Jacob Kiplimo           | 5000 m           | 13:30,40 min | 26      | -             | -             | ausgeschieden | ausgeschieden | 26            |
| Joshua Kiprui Cheptegei | 10.000 m         | -            | -       | -             | -             | 27:10,06 min  | 6             | 6             |
| Timothy Toroitich       | 10.000 m         | -            | -       | -             | -             | 28:04,84 min  | 23            | 23            |
| Moses Kurong            | 10.000 m         | -            | -       | -             | -             | 28:03,38 min  | 22            | 22            |
| Benjamin Kiplagat       | 3000 m Hindernis | 8:30,76 min  | 19      | -             | -             | ausgeschieden | ausgeschieden | 19            |
| Jacob Araptany          | 3000 m Hindernis | 8:21,53 min  | 2       | -             | -             | nicht beendet | nicht beendet | nicht beendet |
| Stephen Kiprotich       | Marathon         | -            | -       | -             | -             | 2:13:32 h     | 14            | 14            |
| Munyo Solomon Mutai     | Marathon         | -            | -       | -             | -             | 2:11:49 h     | 8             | 8             |
| Jackson Kiprop          | Marathon         | -            | -       | -             | -             | 2:22:09 h     | 80            | 80            |

### Schwimmen
| Athleten         | Wettbewerb    | Vorlauf     | Vorlauf | Halbfinale    | Halbfinale    | Finale        | Finale        | Rang |
| Athleten         | Wettbewerb    | Zeit        | Rang    | Zeit          | Rang          | Zeit          | Rang          | Rang |
| ---------------- | ------------- | ----------- | ------- | ------------- | ------------- | ------------- | ------------- | ---- |
| Frauen           |               |             |         |               |               |               |               |      |
| Jamila Lunkuse   | 100 m Brust   | 1:19,64 min | 40      | ausgeschieden | ausgeschieden | ausgeschieden | ausgeschieden | 40   |
| Männer           |               |             |         |               |               |               |               |      |
| Joshua Tibatemwa | 50 m Freistil | 25,98 s     | 64      | ausgeschieden | ausgeschieden | ausgeschieden | ausgeschieden | 64   |